# Sinus intégral
Ne pas confondre avec la fonction sinus cardinal.
La fonction sinus intégral, notée {\displaystyle \operatorname {Si} }, est une fonction spéciale de la physique mathématique introduite par Fresnel dans l'étude des vibrations lumineuses, est définie pour tout réel {\displaystyle x} par l'intégrale :
{\displaystyle \operatorname {Si} (x)=\int _{0}^{x}{\frac {\sin t}{t}}\,\mathrm {d} t}
où la fonction {\displaystyle \sin } est la fonction sinus.

## Historique
Cette fonction a été utilisée par Oscar Xavier Schlömilch (pour représenter certaines intégrales définies) avec la notation moderne {\displaystyle \operatorname {Si} (x)} dès 1846. Une première tabulation de cette fonction (pour {\displaystyle x} entier de 1 à 10), due à Carl Anton Bretschneider, a été republiée par Schlömilch en 1848. Jean Denis Fenolio a publié en 1857 un mémoire suggérant plusieurs formules pour le calcul numérique de la fonction {\displaystyle \operatorname {Si} (x)}. Davide Besso (ru) a publié en 1868 une table de valeurs de {\displaystyle \operatorname {Si} (x)} pour {\displaystyle x} multiple entier de {\displaystyle \pi }.
Une tabulation plus précise que celles de Bretschneider et Besso a été publiée en 1870 par J. W. L. Glaisher, qui donne aussi un historique de l'utilisation de cette fonction dans la littérature mathématique. Des tables détaillées des fonctions cosinus intégral, exponentielle intégrale et sinus intégral ont été publiées en 1940 par la Federal Works Agency (en), sous la direction d'Arnold D. Lowan. L'introduction du volume 1 de ces tables contient (p. 26) une bibliographie des applications de ces fonctions en physique et en ingénierie.

## Propriétés
- La fonction est continue, infiniment dérivable sur ℝ, et

{\displaystyle \forall x\in \mathbb {R} ,\ \operatorname {Si} 'x={\frac {\sin x}{x}}=\operatorname {sinc} x}  où {\displaystyle \operatorname {sinc} } est la fonction sinus cardinal.
- La fonction {\displaystyle \operatorname {Si} } est développable en série entière sur {\displaystyle \mathbb {R} }, et on a :

{\displaystyle \forall x\in \mathbb {R} ,\ \operatorname {Si} x=\sum _{n=0}^{+\infty }(-1)^{n}{\frac {x^{2n+1}}{(2n+1)!(2n+1)}}.}  Ce développement permet d'étendre la fonction {\displaystyle \operatorname {Si} } en une fonction entière.
- La fonction sinus intégral peut s'écrire sur la forme d'une fonction hypergéométrique :

{\displaystyle \operatorname {Si} x=x_{1}F_{2}\left({\frac {1}{2}};{\frac {3}{2}},{\frac {3}{2}};-{\frac {x^{2}}{4}}\right)}
- {\displaystyle \lim _{x\to +\infty }\mathrm {Si} (x)=\int _{0}^{+\infty }{\frac {\sin t}{t}}~\mathrm {d} t={\frac {\pi }{2}}} . Il s'agit de l'intégrale de Dirichlet.
- Une formule intéressante :

{\displaystyle \pi \int _{1}^{n}{{n \choose x}~\mathrm {d} x}={\sum _{k=1}^{n}{{n+1 \choose k+1}\mathrm {Si} (k\pi )}}-\mathrm {Si} (\pi )}, avec {\displaystyle {n \choose x}={\frac {n!}{\Gamma (x+1)\Gamma (n-x+1)}}}  (coefficient binomial généralisé).

## Sinus intégral généralisé
La fonction sinus intégral généralisée est définie, pour {\displaystyle z} complexe de partie réelle {\displaystyle 0<\alpha <2}, par:
{\displaystyle \operatorname {Si} (x,z)=\int _{0}^{x}{\frac {\sin t}{t^{z}}}\,\mathrm {d} t}.
On a alors :
- {\displaystyle \operatorname {Si} (x,0)=1-\cos x}
- {\displaystyle \operatorname {Si} (x,1)=\operatorname {Si} x}
- {\displaystyle \operatorname {Si} \left(x,{\frac {1}{2}}\right)=2S\left({\sqrt {x}}\right)}, où {\displaystyle S} est une fonction de Fresnel.

Cette fonction a été utilisée dans l'étude du phénomène de Gibbs.

## Calcul numérique
Des manières efficaces de calculer une valeur du sinus intégral existent, selon la valeur de l'argument. Si pour de petites valeurs, le développement de Taylor peut suffire pour atteindre une bonne précision, le calcul de la fonction pour de grandes valeurs passent par une réécriture en fonction hypergéométrique ou en série de Fourier-Tchebychev,.